# Can Batlle (Premià de Mar)
Can Batlle és un edifici de Premià de Mar (Maresme) protegit com a Bé Cultural d'Interès Local.

## Descripció
L'habitatge es va construir l'any 1626 i va patir un seguit de reformes: una al 1888 que la va dividir en dues parts independents: una casa de telégrafs i l'habitatge en si. Al 1964 es va fer la útima reforma que es tal com la trobem ara.
La casa té una planta amb una crugia perpendicular a la façana i una crugia al darrere paral·lela a la façana amb teulada de teules àrabs a dues vessants iguals i un pati exterior a la façana principal. Tota la casa es blanca amb la porta principal, amb forma d'arc semicircular, i les finestres, amb forma rectangular, de color negra. A la part més alta de la façana principal hi ha un rellotge solar.